# Герои Российской Федерации — Ц

В настоящем списке представлены в алфавитном порядке Герои Российской Федерации, чьи фамилии начинаются с буквы «Ц». Список содержит информацию о роде войск (службе, деятельности) Героев на время присвоения звания, дате рождения, месте рождения, дате смерти и месте смерти Героев.
 Серым цветом в таблице выделены Герои, награждённые посмертно. 
| №  | Фото | Фамилия Имя Отчество            | Род войск, служба    | Годы жизни                        | Место рождения                                                    | Место гибели (смерти)                                     |       |
| -- | ---- | ------------------------------- | -------------------- | --------------------------------- | ----------------------------------------------------------------- | --------------------------------------------------------- | ----- |
| 1  |      | Цацорин, Геннадий Васильевич    | Войска РХБЗ          | род. 12 мая 1973                  | Брянка, Ворошиловоградская область, Украинская ССР                |                                                           |       |
| 2  |      | Цветков, Сергей Евгеньевич      | ВВ МВД               | 22 августа 1974 — 19 марта 2009   | Кемерово, Кемеровская область, РСФСР                              | близ с. Кака-Шура, Республика Дагестан                    |       |
| 3  |      | Цветов, Владимир Евгеньевич     |                      | 31 декабря 1933 — 9 июня 2009     | Люберцы, Ухтомский район, Московская область, РСФСР               | Томилино, Люберецкий район, Московская область            | [ 1 ] |
| 4  |      | Цветов, Юрий Викторович         | Десантные войска     | род. 21 марта 1968                | Пермь, РСФСР                                                      |                                                           |       |
| 5  |      | Цевун, Иван Геннадьевич         | Бронетанковые войска | 19 декабря 1998 — 7 марта 2022    | Смелое, Октябрьский район, Амурская область, Российская Федерация | Золотое, Северодонецкий район, Луганская область, Украина |       |
| 6  |      | Цеев, Эдуард Кушукович          | Десантные войска     | род. 4 августа 1966               | Майкоп, Краснодарский край, РСФСР                                 |                                                           | [ 2 ] |
| 7  |      | Циблиев, Василий Васильевич     | Космонавт            | род. 20 февраля 1954              | с. Ореховка, Крымская область, Украинская ССР                     |                                                           | [ 3 ] |
| 8  |      | Цой, Олег Григорьевич           | авиация              | род. 26 мая 1944                  | Колхоз им. В. И. Ленина, Ташкентская область, Узбекская ССР       |                                                           | [ 4 ] |
| 9  |      | Цоков, Олег Юрьевич             | Генералитет          | 23 сентября 1971 — 11 июля 2023   | Газалкент, Ташкентская область, Узбекская ССР                     | Бердянск, Украина                                         |       |
| 10 |      | Цыденжапов, Алдар Баторович     | ВМФ                  | 4 августа 1991 — 28 сентября 2010 | Агинское, Агинский Бурятский автономный округ, РСФСР              | Владивосток                                               | [ 5 ] |
| 11 |      | Цыдыпов, Балдан Баирович        | Пехота и мотострелки | род. 14 мая 1998                  | Урда-Ага, Агинский район, Агинский Бурятский автономный округ     |                                                           |       |
| 12 |      | Цымановский, Виталий Витальевич | ВВ МВД               | 27 марта 1968 — 18 апреля 1995    | Запорожье, Запорожская область, Украинская ССР                    | с. Бамут, Чечня                                           |       |